# Siesta (河合その子のアルバム)
『Siesta』（シエスタ）は、河合その子の2枚目のオリジナルアルバム。1986年5月21日発売。発売元はCBS/SONY。品番はLPが28AH-2028、初版CDが32DH-446。

## 背景
キャッチコピーは『まどろむ午後の陽射しの中、その子はまだ シエスタタイム。起きなさいその子!!少女と大人の間に揺れ動く日々の移ろいに どんな夢をみていたの。』。
前作『その子』から約半年を経てのリリースとなった。シングル「青いスタスィオン」が収録されている。

## 再発売
2019年12月25日に、配信限定で再リリースされた。

## 解説
作曲・編曲を担当した後藤次利は、「青いスタスィオンを完全版にしたのがこのLPとも言える。彼女（河合その子）がお昼寝をしている時、夢に出てくるようなことをテーマにした。この頃からその子も会話がプロっぽくなって、自分の意見を言い出した。」と解説している。

## 批評
『CDジャーナル』は、「メディア・クロスによるアイドルづくりもスゴイが、それ以上にスタッフがスゴイ。後藤次利の作曲・編曲にはじまって、ミュージシャンも超一流でしっかりとしたつくりをしている。」と批評した。

## 収録曲
- 全作曲・編曲: 後藤次利

1. プランタンにボンジュール
  - 作詞: 芹沢類
2. 恋の秘伝 -スパイス編-
  - 作詞: 芹沢類
3. 砂のネックレス
  - 作詞: 秋元康
4. ささやくロッキング・チェアー
  - 作詞: 芹沢類
5. 悲しみのトリスターナ
  - 作詞: 秋元康
6. 不思議バカンス
  - 作詞: 吉元由美
7. 向い風とかくれんぼ
  - 作詞: 芹沢類
8. 緑の少女
  - 作詞: 芹沢類
9. 青いスタスィオン
  - 作詞: 秋元康
10. シエスタ (インストゥルメンタル)
11. 星のピリオド
  - 作詞: 秋元康

## 参加ミュージシャン
| プランタンにボンジュール - Drums：渡嘉敷祐一 - Bass：後藤次利 - Guitars：松原正樹 - Keyboards：倉田信雄・国吉良一 - Percussion：浜口茂外也 - Acoustic Guitar：吉川忠英 恋の秘伝 -スパイス編- - Drums：青山純 - Bass：後藤次利 - Keyboards：中村哲・富樫春生 - Percussion：浜口茂外也 - Acoustic Guitar：吉川忠英 砂のネックレス - Drums：渡嘉敷祐一 - Bass：後藤次利 - Guitar：今剛 - Keyboards：中村哲・富樫春生 - Percussion：浜口茂外也 - Acoustic Guitar：吉川忠英 - Violin：加藤Joe ささやくロッキング・チェアー - Keyboards：後藤次利・富樫春生 - Guitar：北島健二 - Percussion：浜口茂外也 - Acoustic Guitar：笛吹利明 - Chorus：新倉芳美・鈴木宏子・和田夏代子 - Operator：土岐幸男 悲しみのトリスターナ - Keyboards：後藤次利・富樫春生 - Guitar：今剛 - Chorus：新倉芳美・鈴木宏子・和田夏代子 - Operator：迫田到 | 不思議バカンス - Drums：菊池丈夫 - Bass：後藤次利 - Guitar：松下誠 - Acoustic Guitar：吉川忠英 - Chorus：新倉芳美・鈴木宏子・和田夏代子 - Operator：松武秀樹 向い風とかくれんぼ - Keyboards：後藤次利・富樫春生 - Guitar：北島健二 - Percussion：浜口茂外也 - Acoustic Guitar：笛吹利明 - Operator：迫田到 緑の少女 - Drums：青山純 - Bass：後藤次利 - Guitar：今剛 - Keyboard：富樫春生 - Percussion：浜口茂外也 - Acoustic Guitar：吉川忠英 - Operator：迫田到 青いスタスィオン - Drums：渡嘉敷祐一 - Bass：後藤次利 - Guitar：松原正樹 - Keyboards：倉田信雄・国吉良一 - Percussion：浜口茂外也 - Acoustic Guitar：吉川忠英 シエスタ (インストゥルメンタル) - Keyboards：後藤次利・富樫春生 - Operator：土岐幸男 星のピリオド - Drums：青山純 - Bass：後藤次利 - Keyboards：富樫春生・中村哲 - Percussion：浜口茂外也 - Acoustic Guitar：吉川忠英 |

## 関連作品
- 河合その子プレミアム - 1990年までの全ソロ・アルバムが収められたCD-BOX